# Espectroscopia de vida media de aniquilación de positrones

Aniquilación de electrones en hadrones

La Espectroscopía por Aniquilación de Positrones (PAS) es un método no destructivo de análisis que permite estudiar la estructura electrónica y defectos en sólidos. Son muchos los experimentos de aniquilación de positrones que han demostrado la relación entre la estructura de defectos cristalinos y los parámetros de aniquilación. La función de onda de un positrón «atrapado» en defectos del material está localizada hasta el momento de su aniquilación con un electrón del entorno. Debido a que tanto la densidad electrónica local como la distribución de momentos de un cristal con defectos difieren de las de un cristal homogéneo y libre de defectos, el estudio de los fotones gamma producidos durante la aniquilación del positrón proporcionará valiosa información acerca de las propiedades físicoquímicas del sólido en el lugar en el que se produce la aniquilación. Las técnicas de estudio del comportamiento de los positrones en materiales se pueden clasificar principalmente en dos grupos, según se basen en el principio de conservación del momento en el proceso de aniquilación (Espectroscopía de Ensanchamiento Doppler y Correlación Angular de la Radiación de Aniquilación) o en la sensibilidad de los positrones a la densidad electrónica (medida de tiempos de vida). Así, la espectroscopía por Aniquilación de Positrones utiliza técnicas experimentales de Física Nuclear y, por tanto, hace uso importante de las técnicas de espectroscopia nuclear. Esto es por lo que el progreso en PAS está estrechamente relacionado con los avances conseguidos en los métodos experimentales en física nuclear.

## Teoría
La técnica opera según el principio de que un positrón o un positronio se aniquilará a través de la interacción con los electrones. Esta aniquilación liberara rayos gamma que pueden ser detectados; es decir el tiempo entre la emisión de positrones de una fuente radiactiva y la detección de rayos gamma debido a la aniquilación corresponde a la vida útil de positrón o positrónio. 
Cuando los positrones se inyectan en un cuerpo sólido, estos interactúan de alguna manera con los electrones de esa especie. Es decir para sólidos que contienen electrones libres (como metales o semiconductores), los positrones implantados se aniquilan rápidamente a menos que existan vacíos, como defectos de vacío. Si hay vacíos disponibles, los positrones residirán en ellos y se aniquilarán menos rápidamente comparándolo con la mayor parte del material, en escalas de tiempo de hasta ~ 1 ns. Para aisladores tales como polímeros o zeolitas, los positrones implantados interactúan con los electrones en el material para formar el positrón.
El positronio es un estado unido de un hidrógeno meta-estable de un electrón y un positrón que puede existir en dos estados de espín. Para- positrio, p -P, es un estado singlete (los giros de positrones y de electrones son antiparalelos) con una vida útil característica de autoaniquilación de 125 ps en vacío. Ortho- positronium, o -Ps, es un estado triplete (los giros de positrones y de electrones son paralelos) con una vida útil característica de autoaniquilación de 142 ns en vacío. En materiales moleculares, la vida de o-Ps depende del entorno y entrega información relacionada con el tamaño del vacío en el que reside. Ps puede recoger un electrón molecular con un giro opuesto al del positrón, lo que lleva a una reducción de la vida útil de o -Ps de 142 ns a 1-4 ns (dependiendo del tamaño del volumen libre en el que reside). El tamaño del volumen libre molecular puede derivarse de la vida útil de o -Ps a través del modelo semi empírico Tao-Eldrip.
La estructura del poro en los aisladores se puede determinar utilizando el modelo de Tao-Eldrup de mecánica cuántica y sus extensiones. Al cambiar la temperatura a la que se analiza una muestra, la estructura de los poros se puede ajustar a un modelo donde el positronio se limita a una, dos o tres dimensiones. Sin embargo, los poros interconectados dan como resultado tiempos de vida promedio que no pueden distinguir entre canales lisos o canales que tienen poros periféricos más pequeños y abiertos debido a la difusión de positronio favorecida energéticamente de poros pequeños a más grandes.
El comportamiento de los positrones en las moléculas o la materia condensada no es trivial debido a la fuerte correlación entre los electrones y los positrones. Incluso el caso más simple, el de un solo positrón sumergido en un gas homogéneo de electrones, ha demostrado ser un desafío importante para la teoría. El positrón atrae electrones, lo que aumenta la densidad de contacto y, por lo tanto, aumenta la tasa de aniquilación. Además, la densidad de impulso de los pares de electrones y electrones de aniquilación se mejora cerca de la superficie de Fermi. Los enfoques teóricos utilizados para estudiar este problema han incluido la aproximación de Tamm-Dancoff, Ferm y perturbadas aproximaciones de cadenas hipernetted, métodos de teoría del funcional de la densidad y Monte Carlo cuántico.

## Aniquilación de positrones en un material
Cuando los positrones energéticos de una fuente radiactiva son inyectados en un medio condensado, comienzan a interactuar con los electrones y los núcleos de los átomos que constituyen el material. Este proceso donde el positrón es frenado hasta poseer la energía térmica del medio se llama termalización. El rango de penetración durante la termalización depende de la energía cinética del positrón y de la densidad electrónica del material y se realiza en lapsos de tiempo del orden de los picosegundos. La probabilidad de aniquilación del positrón se hace importante al momento de la termalización. Luego de la termalización, el positrón todavía puede difundir en el material y finalmente, después de vivir en equilibrio térmico, puede aniquilarse con un electrón del medio principalmente produciendo dos rayos γ de 511 keV. El tiempo de vida media de los positrones es característico de cada material y varía de 100 a 500 ps. La vida media puede extenderse hasta algunos nanosegundos en el caso de la formación de positronio 

Diagrama de Feynman de un electrón y un positrón que se aniquilan en un fotón.

## Formación de positronio
En medios no conductores existe la probabilidad de que la interacción entre un positrón y un electrón devenga en un estado ligado llamado positronio, muy similar a un átomo de hidrógeno. Ya que el e- y el e+ tienen la misma masa, ambos “giran” a la misma velocidad alrededor de su centro de masa fijo manteniendo una distancia de 1,06 Å. Si el espín del electrón y el del positrón son paralelos, se forma un estado triplete (espín=1) llamado orto-positronio (o-Ps) mientras que de espines opuestos resulta la especie para-positronio (p-Ps) de espin cero. El o-Ps y el p-Ps se forman en relación 3:1. Las vidas medias de autoaniquilación del positronio presentan valores característicos, que pueden ser calculados teóricamente, que son para el para-positronio τp-Ps= 125 ps y para el orto-positronio τo-Ps= 142 ns. Esta última vida media no puede ser observada en el caso del positronio en la materia ya que por un proceso denominado pick off el positrón del o-Ps se aniquila con un electrón de espin opuesto del medio, y no con el electrón al que está ligado. Este proceso acorta la vida media del o-Ps a tiempos del orden de algunos nanosegundos o menos. Si el o-Ps es atrapado en una región del material con más espacio, es decir menor densidad electrónica, el pick off se reduce y la vida media aumenta. Otro proceso que puede reducir la vida media del o-Ps es la conversión de espín de alguna de las partículas del positronio, causada por especies paramagnéticas, que resulta en el cambio de o-Ps a p-Ps seguido por una rápida autoaniquilación. Como otros átomos, el positronio puede participar en procesos químicos, como la oxidación del positronio a positrón libre o la formación de 49 compuestos con otros átomos. En estos casos la vida media del o-Ps se ve reducida y se dice que el o-Ps está quencheado.

## Especificaciones/capacidades/limitaciones
1. Capaz de resolver vacíos en polímeros, metales y semiconductores con un rango de tamaño inferior a un nm.
2. Fuente de positrones débil, tasa de adquisición lenta: tiempos de medición típicos de aproximadamente 5 días a 10 días por conjunto de muestra:
  1. Metales y semiconductores: 2 muestras, ~ 0.5 mm de espesor.
  2. Polímeros: 2 muestras, ~ 1 mm de espesor
3. No hay capacidades de resolución de profundidad, solo mediciones a granel. 
  1. Requisitos típicos de la muestra: el ancho y la longitud de la muestra deben ser suficientes para cubrir una fuente puntual encapsulada con un diámetro de abertura de aproximadamente 1,27 cm de diámetro. Las dimensiones recomendadas son aproximadamente 25 mm x 25 mm para facilitar su manejo.
4. Sin control ambiental: mediciones actualmente realizadas a temperatura ambiente y en aire.
5. Acceso restringido a usuarios externos, pero abierto para colaboraciones.

La espectroscopia de aniquilación de positrones (PAS) es un método novedoso que puede proporcionar información a nivel molecular sobre la estructura biológica y macromolecular compleja de una manera diferente, pero complementaria, a la metodología de investigación médica y bioquímica convencional. La espectroscopia de vida de aniquilación de positrones (PALS) y la espectroscopia de energía de ampliación Doppler (DBES), junto con un haz de positrones lento, se han aplicado ampliamente a la investigación en ciencias de la vida recientemente. Estas técnicas proporcionan nueva información sobre el volumen libre y el tamaño atómico y molecular, y sus distribuciones de 0,1 nm a unos pocos nm, enlaces moleculares, estructuras en capas de profundidad y transiciones de fase.